# All Killer No Filler
All Killer No Filler è il primo album in studio del gruppo musicale canadese Sum 41, pubblicato nel 2001 dalla Island Records negli Stati Uniti d'America e dalla Aquarius Records in Canada.

## Descrizione
Il disco ha venduto 15 milioni di copie in tutto il mondo, di cui 1 milione solo negli Stati Uniti, e ha ricevuto la certificazione come disco d'oro il 19 giugno 2001 e quella per il disco di platino il 22 agosto dello stesso anno.
I singoli estratti da questo album sono: Fat Lip (posizione numero 1 nell'Alternative Songs di Billboard e posizione 66 nella Billboard Hot 100), In Too Deep (posizione 10 dell'Alternative Songs) e Motivation (posizione 24 dell'Alternative Songs).
È stato inserito al 14º posto nella lista dei migliori 50 album pop punk di sempre di Kerrang!.

## Tracce
1. Introduction to Destruction – 0:37
2. Nothing on My Back – 3:01
3. Never Wake Up – 0:49
4. Fat Lip – 2:58
5. Rhythms – 2:58
6. Motivation – 2:50
7. In Too Deep – 3:27
8. Summer – 2:49
9. Handle This – 3:37
10. Crazy Amanda Bunkface – 2:15
11. All She's Got – 2:21
12. Heart Attack – 2:49
13. Pain for Pleasure – 1:42

Traccia bonus nella versione britannica
1. Makes No Difference – 3:11

## Formazione
- Deryck Whibley – voce, chitarra ritmica
- Dave Baksh – chitarra solista, cori, voce in Fat Lip
- Cone McCaslin – basso, cori
- Steve Jocz – batteria, voce in Pain for Pleasure e Fat Lip

Altri musicisti
- Greig Nori – chitarra addizionale, cori

## Classifiche
| Classifica (2001) | Posizione massima |
| ----------------- | ----------------- |
| Giappone          | 50                |
| Canada            | 1                 |
| Paesi Bassi       | 69                |
| Stati Uniti       | 13                |